# Stereoskop

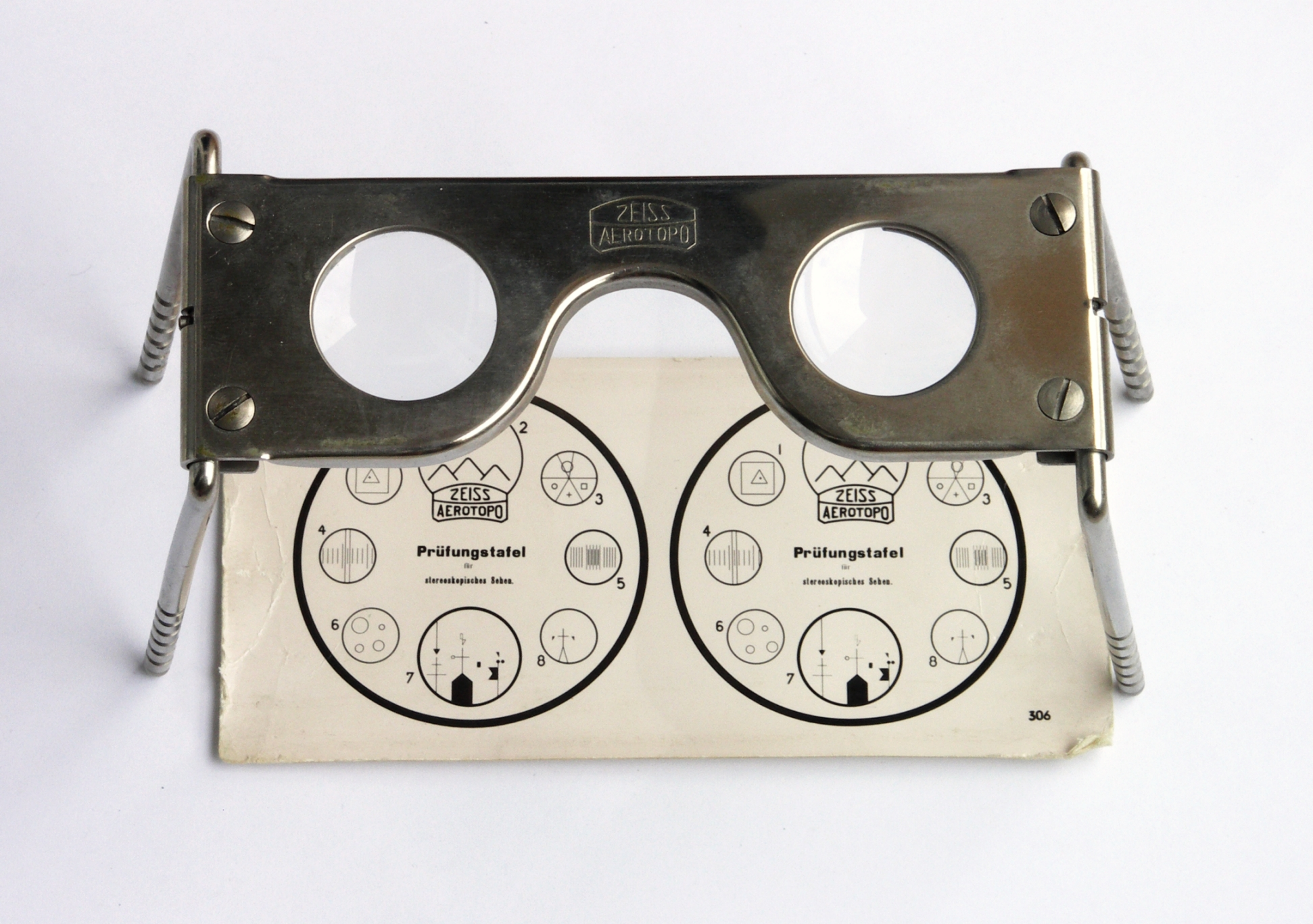
Kapesní stereoskop s testovacím obrázkem od firmy Carl Zeiss AG

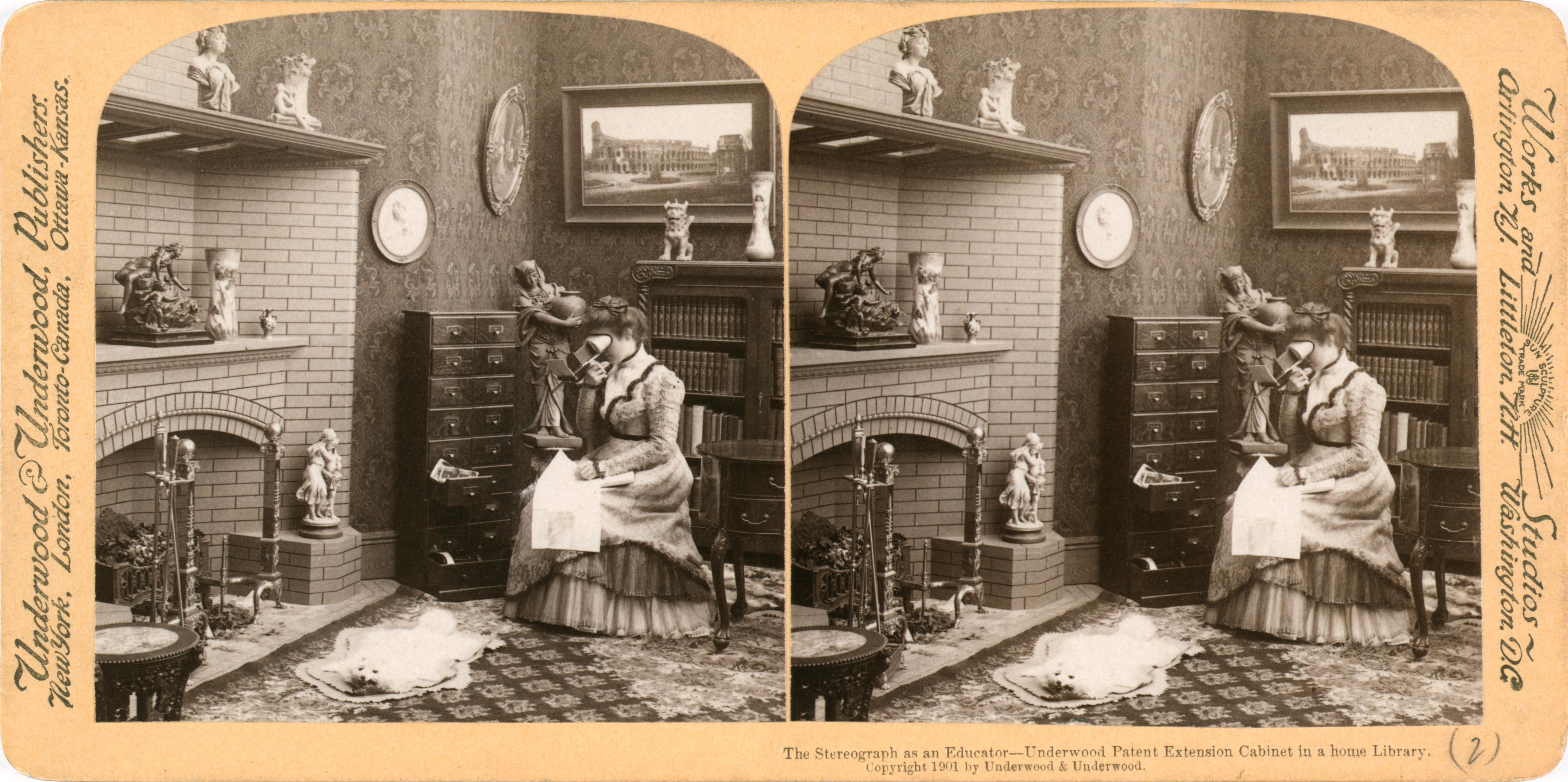
V roce 1901 propagovala firma Underwood & Underwood stereoskop po heslem Stereofotografie jako vychovatel. Na obrázku je žena, která si doma u krbu prohlíží prostorové fotografie, po své pravé ruce má kabinet se zásobou stereofotografií.

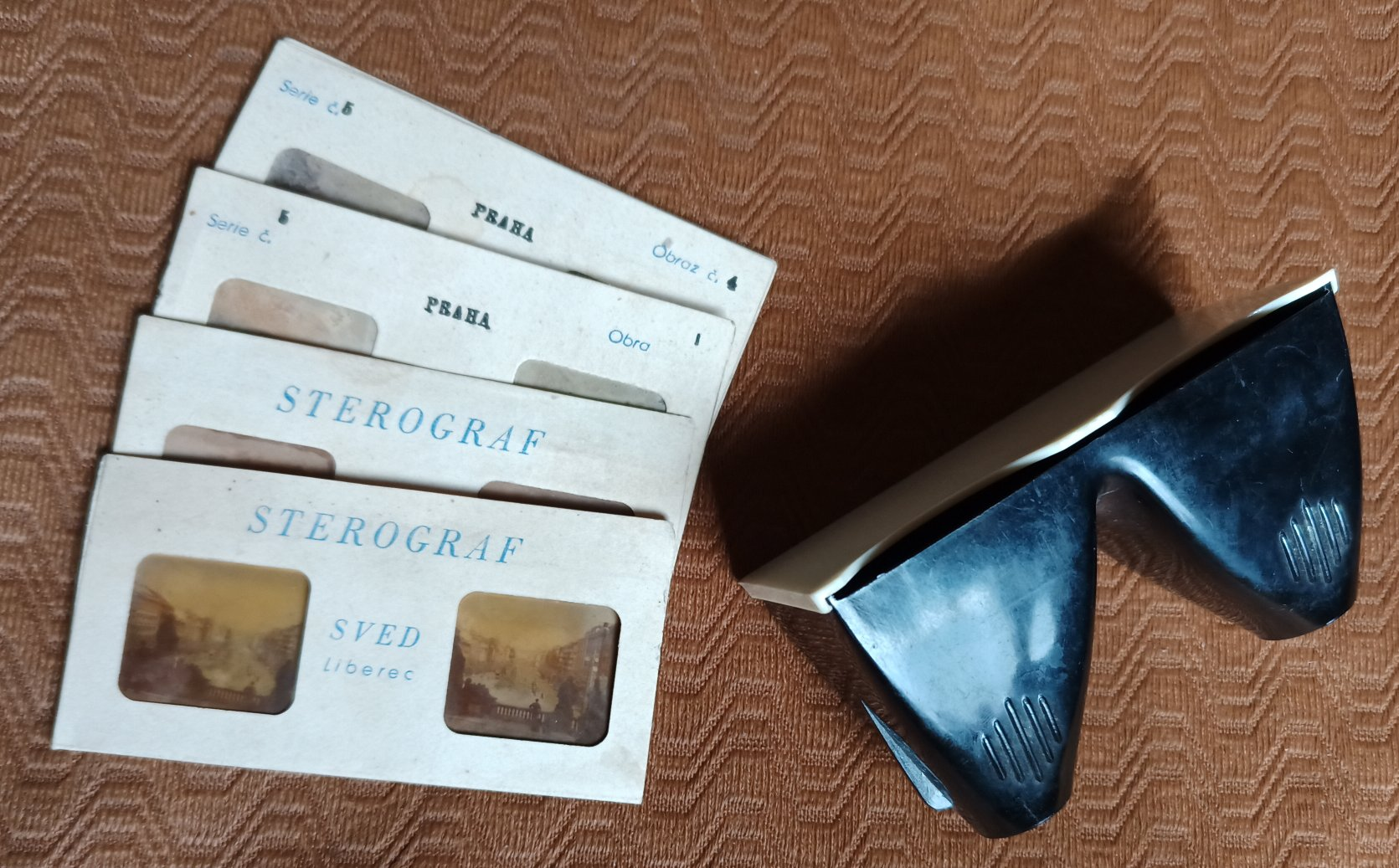
Sterograf z roku 1957, výrobek družstva Sved Liberec

Stereoskop, Stereoskopické brýle nebo stereograf je přístroj na prohlížení grafických stereoobrázků nebo stereofotografií. Princip spočívá v prohlížení dvou plošných obrázků, na které se divák díky konstrukci zařízení dívá z různých úhlů. Předmět se ve výsledku jeví jako plastický. Fotografie jednoho a téhož předmětu musí být pořízeny speciálním stereofotoaparátem (stereoskopickou fotografickou komorou). Metodami pořizování snímků se zabývá obor stereoskopie. Na stereofotografie se pořizovaly například pohlednicové snímky krajin (Francis Frith), které se používaly při vzdělávání. Stereoskop se používal také ve vojenství při zkoumání stereoskopických dvojic vertikálních leteckých snímků.

## Historie
První stereoskop sestrojil v roce 1838 anglický vynálezce Charles Wheatstone. Jan Neruda o něm například v roce 1860 napsal:
| „            | Fotografie vystupuje vždy v nových a nových formách – teď nám zase lidský duch vymohl například stereoskopy! Wheatstone, Brewstře, Dubosqu, Moseře – vděčně vzpomíná na Vás tisíc hladových žaludků, jimž jste výživu zaopatřili! | “ |
| — Jan Neruda | |   |

Dne 16. května 1871 Charles Breese patentoval skleněné obrázky pro stereoskopy.
Na počátku padesátých let 19. století se stereoskopem pracoval také biolog Jan Evangelista Purkyně.